# Salkot
Salkot (en népalais : सालकोट) est un comité de développement villageois du Népal situé dans le district de Surkhet. Au recensement de 2011, il comptait 8 510 habitants.